# 身延深敬園
身延深敬園（みのぶじんきょうえん）は、山梨県身延町に位置したハンセン病療養所。園の名称にある“深敬”とは、法華経の「常不軽菩薩品第二十」の、「我深敬汝等、不敢軽慢、所以者何、汝等皆行菩薩道、当得作仏（我深く汝等を敬う。敢（あえ）て軽慢（きょうまん）せず。所以（ゆえ）は何（いか）ん。汝等（なんだち）皆菩薩の道を行じて当に作仏することを得べし）」という、どんな人も軽んぜず、敬いの心をもって接する「但行礼拝」（たんぎょうらいはい）の精神を表した一節に由来する。

## 設立経緯
日蓮上人の霊地として聞えた身延山久遠寺に癩病患者の参詣多く、身延川畔に小屋掛して宿泊し、日夜参篭（籠って祈願する）信仰して居たのを、村民が見て大に立腹し、霊場を汚損するものだとして1903年にその小屋を焼いて追い払った。追われた癩病者たちは山腹や川畔に露宿していたところ、1906年7月にその惨状を見て同情した福岡の綱脇竜妙が久遠寺貫主の豊永日良と計って、同年10月に一棟の病院「深敬病院」を建築し、身寄りのない患者たちを収容した。その後、礼拝堂や病室を増築、維持費は寄附金や助成金でまかなった。

## 年表
- 1906年（明治39年）10月 - 綱脇龍妙が西谷に「身延深敬病院」として開設。入所者13名
- 1920年（大正9年）7月 - 財団法人認可
- 1930年（昭和5年） - 九州に分院開設
- 1942年（昭和17年） - 九州分院、軍事保護院の要請により閉鎖
- 1943年（昭和18年） - 「身延深敬園」に改称[2]
- 1970年（昭和45年）10月 - 創立65周年記念式典
- 1992年（平成4年） - 閉鎖。　身体障害者養護施設『かじか寮』として運営

## 文献
- 『綱脇龍妙遺稿集』綱脇龍妙、[発行]綱脇美智、1976年12月
- 『我深く汝等を敬ふ 綱脇龍妙自伝』綱脇龍妙、[発行]綱脇直美、2008年1月
- 『ハンセン病の療養所をつくったお坊さん』トレヴァー マーフィ、2006年3月、ルック出版
- 『もう一つのハンセン病史』加藤尚子、2005年11月、医療文化社
- 『「但行礼拝」の人・綱脇龍妙師』人権シリーズⅢ、日蓮宗現代宗教研究所（編）、1991年11月、日蓮宗宗務院
- 『但行礼拝に生きた僧侶　綱脇龍妙師：救らいに献身した人権尊重の精神に学ぼう』深敬園開園百周年記念特集号、日蓮宗人権シリーズ34、日蓮宗宗務院教務、2011年10月、日蓮宗宗務院
  - 但行礼拝（たんぎょうらいはい）